# Csehszlovákia az 1972. évi nyári olimpiai játékokon
Csehszlovákia az NSZK-beli Münchenben megrendezett 1972. évi nyári olimpiai játékok egyik részt vevő nemzete volt. Az országot az olimpián 17 sportágban 181 sportoló képviselte, akik összesen 8 érmet szereztek.

## Érmesek
| Érem  | Versenyző | Sportág       | Versenyszám            |
| ----- | --- | ------------- | ---------------------- |
| Arany | Ludvík Daněk | Atlétika      | Férfi diszkoszvetés    |
| Arany | Vítězslav Mácha | Birkózás      | Kötöttfogás, 74 kg     |
| Ezüst | Vladimír Petříček Oldřich Svojanovský Pavel Svojanovský | Evezés        | Férfi kormányos kettes |
| Ezüst | Nemzeti válogatott Ladislav Beneš František Brůna Vladimír Haber Vladimír Jarý Jiří Kavan Arnošt Klimčík Jaroslav Konečný František Králík Jindřich Krepindl Vincent Lafko Andrej Lukošík Pavel Mikeš Petr Pospíšil Ivan Satrapa Zdeněk Škára Jaroslav Škarvan | Kézilabda     | Férfi                  |
| Ezüst | Milena Duchková | Műugrás       | Női egyéni toronyugrás |
| Ezüst | Ladislav Falta | Sportlövészet | Gyorstüzelő pisztoly   |
| Bronz | Šuranová Kucman Éva | Atlétika      | Női távolugrás         |
| Bronz | Vladimír Jánoš Otakar Mareček Karel Neffe Vladimír Petříček František Provazník | Evezés        | Férfi kormányos négyes |

## Atlétika
Férfi
| Versenyző                                             | Versenyszám     | Előfutam | Előfutam | Előfutam | Negyeddöntő | Negyeddöntő | Negyeddöntő | Elődöntő | Elődöntő | Elődöntő | Döntő    | Döntő    |
| Versenyző                                             | Versenyszám     | Idő      | Hely.    | Össz.    | Idő         | Hely.       | Össz.       | Idő      | Hely.    | Össz.    | Idő      | Helyezés |
| ----------------------------------------------------- | --------------- | -------- | -------- | -------- | ----------- | ----------- | ----------- | -------- | -------- | -------- | -------- | -------- |
| Luděk Bohman                                          | 100 m           | 10,72    | 3.       | 48.      | 10,52       | 5.          | 25.         | kiesett  | kiesett  | kiesett  | kiesett  | kiesett  |
| Juraj Demeč                                           | 100 m           | 10,66    | 4.       | 39.**    | kiesett     | kiesett     | kiesett     | kiesett  | kiesett  | kiesett  | kiesett  | kiesett  |
| Jaroslav Matoušek                                     | 100 m           | 10,37    | 1.       | 7.       | 10,35       | 2.          | 9.          | 10,51    | 7.       | 11.*     | kiesett  | kiesett  |
| Jaroslav Matoušek                                     | 200 m           | 20,70    | 1.       | 4.       | 20,65       | 1.          | 8.          | 20,99    | 5.       | 10.      | kiesett  | kiesett  |
| Ladislav Kříž                                         | 200 m           | 21,58    | 4.       | 37.      | 21,46       | 7.          | 34.         | kiesett  | kiesett  | kiesett  | kiesett  | kiesett  |
| Jiří Kynos                                            | 200 m           | 20,95    | 3.       | 12.*     | 20,68       | 3.          | 10.*        | 20,88    | 5.       | 8.       | kiesett  | kiesett  |
| Jozef Plachý                                          | 800 m           | 1:47,06  | 2.       | 2.       |             |             |             | 1:48,9   | 3.       | 13.*     | kiesett  | kiesett  |
| Josef Horčic                                          | 1500 m          | 3:45,7   | 7.       | 47.      |             |             |             | kiesett  | kiesett  | kiesett  | kiesett  | kiesett  |
| Josef Horčic                                          | 3000 m akadály  | 8:30,6   | 4.       | 9.       |             |             |             |          |          |          | kiesett  | kiesett  |
| Dušan Moravčík                                        | 3000 m akadály  | 8:33,4   | 3.       | 13.      |             |             |             |          |          |          | 8:29,06  | 5.       |
| Dušan Moravčík                                        | 5000 m          | 13:40,4  | 4.       | 14.      |             |             |             |          |          |          | kiesett  | kiesett  |
| Josef Jánský                                          | 5000 m          | 13:39,8  | 3.       | 13.      |             |             |             |          |          |          | kiesett  | kiesett  |
| Josef Jánský                                          | 10 000 m        | 28:23,15 | 5.       | 15.      |             |             |             |          |          |          | 28:23,59 | 9.       |
| Petr Čech                                             | 110 m gát       | 14,04    | 3.       | 13.      |             |             |             | 13,82    | 4.       | 7.       | 13,86    | 8.       |
| Lubomír Nádeníček                                     | 110 m gát       | 13,93    | 2.       | 5.       |             |             |             | 13,89    | 4.       | 8.       | 13,76    | 7.       |
| Ivan Daniš                                            | 400 m gát       | 50,62    | 3.       | 19.      |             |             |             | 50,01    | 6.       | 9.       | kiesett  | kiesett  |
| Jaroslav Matoušek Juraj Demeč Jiří Kynos Luděk Bohman | 4 × 100 m váltó | 39,31    | 2.       | 8.       |             |             |             | 39,01    | 4.       | 6.       | 38,82    | 4.       |

| Versenyző       | Versenyszám   | Selejtező | Selejtező | Döntő    | Döntő    |
| Versenyző       | Versenyszám   | Eredmény  | Helyezés  | Eredmény | Helyezés |
| --------------- | ------------- | --------- | --------- | -------- | -------- |
| Jaroslav Alexa  | Magasugrás    | 209 cm    | 29.       | kiesett  | kiesett  |
| Roman Moravec   | Magasugrás    | 212 cm    | 21.       | kiesett  | kiesett  |
| Jaroslav Brož   | Távolugrás    | 776 cm    | 14.       | kiesett  | kiesett  |
| Václav Fišer    | Hármasugrás   | 15,96 m   | 18.       | kiesett  | kiesett  |
| Jaroslav Brabec | Súlylökés     | 19,82 m   | 9.        | 19,86 m  | 10.      |
| Jaromír Vlk     | Súlylökés     | 19,61 m   | 10.       | 20,09 m  | 9.       |
| Ludvík Daněk    | Diszkoszvetés | 64,32 m   | 1.        | 64,40 m  |          |

Női
| Versenyző            | Versenyszám | Előfutam | Előfutam | Előfutam | Negyeddöntő | Negyeddöntő | Negyeddöntő | Elődöntő | Elődöntő | Elődöntő | Döntő   | Döntő    |
| Versenyző            | Versenyszám | Idő      | Hely.    | Össz.    | Idő         | Hely.       | Össz.       | Idő      | Hely.    | Össz.    | Idő     | Helyezés |
| -------------------- | ----------- | -------- | -------- | -------- | ----------- | ----------- | ----------- | -------- | -------- | -------- | ------- | -------- |
| Eva Lehocká-Glesková | 100 m       | 11,50    | 3.       | 15.      | 11,43       | 2.          | 8.          | 11,43    | 3.       | 6.       | 12,48   | 8.       |
| Jaroslava Jehličková | 1500 m      | 4:08,39  | 5.       | 5.       |             |             |             | 4:18,16  | 9.       | 18.      | kiesett | kiesett  |

| Versenyző           | Versenyszám | Selejtező | Selejtező | Döntő    | Döntő    |
| Versenyző           | Versenyszám | Eredmény  | Helyezés  | Eredmény | Helyezés |
| ------------------- | ----------- | --------- | --------- | -------- | -------- |
| Miloslava Rezková   | Magasugrás  | 176 cm    | 20.*      | 182 cm   | 15.      |
| Milada Karbanová    | Magasugrás  | 176 cm    | 20.*      | 176 cm   | 22.      |
| Alena Prosková      | Magasugrás  | 176 cm    | 19.       | 179 cm   | 18.      |
| Jarmila Nygrýnová   | Távolugrás  | 631 cm    | 13.       | 624 cm   | 12.      |
| Šuranová Kucman Éva | Távolugrás  | 638 cm    | 7.        | 667 cm   |          |
| Helena Fibingerová  | Súlylökés   | 18,66 m   | 4.        | 18,81 m  | 7.       |

* - egy másik versenyzővel azonos időt/eredményt ért el

** - két másik versenyzővel azonos időt ért el

## Birkózás
Kötöttfogású
| Versenyző       | Versenyszám | 1. forduló                           | 2. forduló                          | 3. forduló                                | 4. forduló                      | 5. forduló                | 6. forduló        | 7. forduló        | Döntő                                           | Helyezés    |
| Versenyző       | Versenyszám | Ellenfél Eredmény                    | Ellenfél Eredmény                   | Ellenfél Eredmény                         | Ellenfél Eredmény               | Ellenfél Eredmény         | Ellenfél Eredmény | Ellenfél Eredmény | Ellenfél Eredmény                               | Helyezés    |
| --------------- | ----------- | ------------------------------------ | ----------------------------------- | ----------------------------------------- | ------------------------------- | ------------------------- | ----------------- | ----------------- | ----------------------------------------------- | ----------- |
| Miroslav Zeman  | 52 kg       | Mohamed Karmous (MAR) · 1-3          | Mahdi Houryar (IRI) · 1-3           | Jamsrangiin Mönkh–Ochir (MGL) · kétvállas | Jan Michalik (POL) · 3-1        | Petar Kirov (BUL) · 3-1   |                   |                   | kiesett                                         | 4.          |
| Jan Neckář      | 57 kg       | Wolfgang Radmacher (GDR) · kizárták  | Óthon Moszhídisz (GRE) · 1-3        | Ali Lachkar (MAR) · 0.5-3.5               | Risto Björlin (FIN) · kétvállas | kiesett                   | kiesett           | kiesett           | kiesett                                         | helyezetlen |
| Vítězslav Mácha | 74 kg       | Ivan Kolev (BUL) · 3-1               | Nestor González (ARG) · kétvállas   | Mehmet Türüt (TUR) · 0.5-3.5              | Daniel Robin (FRA) · 1-3        | Klaus Pohl (GDR) · 1-3    |                   |                   | 1. mérkőzés · Pétrosz Galaktópulosz (GRE) · 1-3 |             |
| Miroslav Janota | 82 kg       | Dasrangiin Myagmar (MGL) · kétvállas | Harald Barlie (NOR) · 2-2           | Matti Laakso (FIN) · kétvállas            | Ion Gabor (ROU) · 2-2           | Milan Nenadić (YUG) · 3-1 |                   |                   | kiesett                                         | 4.          |
| Petr Kment      | +100 kg     | Raimo Karlsson (FIN) · kétvállas     | Christopher Taylor (USA) · kizárták | Anatolij Roscsin (URS) · 3-1              | kiesett                         |                           |                   |                   | kiesett                                         | helyezetlen |

Szabadfogású
| Versenyző      | Versenyszám | 1. forduló                               | 2. forduló                               | 3. forduló                           | 4. forduló                     | 5. forduló        | 6. forduló        | Döntő             | Helyezés    |
| Versenyző      | Versenyszám | Ellenfél Eredmény                        | Ellenfél Eredmény                        | Ellenfél Eredmény                    | Ellenfél Eredmény              | Ellenfél Eredmény | Ellenfél Eredmény | Ellenfél Eredmény | Helyezés    |
| -------------- | ----------- | ---------------------------------------- | ---------------------------------------- | ------------------------------------ | ------------------------------ | ----------------- | ----------------- | ----------------- | ----------- |
| Stanislav Tůma | 62 kg       | Samseddin Szajed-Abbaszi (IRI) · 3.5-0.5 | Gerhard Weisenberger (FRG) · 3-1         | kiesett                              | kiesett                        | kiesett           | kiesett           | kiesett           | helyezetlen |
| Josef Engel    | 68 kg       | Petre Poalelungi (ROU) · 3-1             | Eduardo Quintero (CUB) · kétvállas       | Ruszlan Asuralijev (URS) · kétvállas | kiesett                        | kiesett           |                   | kiesett           | helyezetlen |
| Miroslav Musil | 74 kg       | Anthony Shacklady (GBR) · 1-3            | Nestor González (ARG) · kétvállas        | Wayne Wells (USA) · kétvállas        | Jan Karlsson (SWE) · kétvállas | kiesett           | kiesett           | kiesett           | helyezetlen |
| Karel Engel    | 100 kg      | Abolfazl Anvari (IRI) · 3-1              | Khorloogiin Bayanmönkh (MGL) · kétvállas | kiesett                              | kiesett                        | kiesett           |                   | kiesett           | helyezetlen |
| Oldřich Vlasák | +100 kg     | Gıyasettin Yılmaz (TUR) · kétvállas      | Wilfried Dietrich (FRG) · kétvállas      | kiesett                              | kiesett                        | kiesett           |                   | kiesett           | helyezetlen |

## Cselgáncs
| Versenyző | Versenyszám | Csoport | Selejtező         | 1. forduló                                  | 2. forduló                         | 3. forduló        | 4. forduló        | Vigaszág 1. forduló          | Vigaszág 2. forduló    | Vigaszág 3. forduló | Elődöntő          | Döntő             | Helyezés |
| Versenyző | Versenyszám | Csoport | Ellenfél Eredmény | Ellenfél Eredmény                           | Ellenfél Eredmény                  | Ellenfél Eredmény | Ellenfél Eredmény | Ellenfél Eredmény            | Ellenfél Eredmény      | Ellenfél Eredmény   | Ellenfél Eredmény | Ellenfél Eredmény | Helyezés |
| --------- | ----------- | ------- | ----------------- | ------------------------------------------- | ---------------------------------- | ----------------- | ----------------- | ---------------------------- | ---------------------- | ------------------- | ----------------- | ----------------- | -------- |
| Petr Jákl | Középsúly   | B       | erőnyerő          | Rudolf Hendel (GDR) · GY                    | O Szungnip (O Seung-nip) (KOR) · V |                   |                   | Cherdpong Punsoni (THA) · GY | Lutz Lischka (AUT) · V | kiesett             | kiesett           | kiesett           | 7.       |
| Petr Jákl | Nyílt       | A       |                   | Kim Ithe (Kim Eui-tae) (KOR) · visszalépett | Angelo Parisi (GBR) · V            | kiesett           | kiesett           |                              |                        |                     |                   |                   | 11.      |

## Evezés
| Versenyző | Versenyszám              | Előfutam | Előfutam | Vigaszág | Vigaszág | Elődöntő | Elődöntő | Döntő | Döntő   | Döntő | Helyezés |
| Versenyző | Versenyszám              | Idő      | Hely.    | Idő      | Hely.    | Idő      | Hely.    | Típus | Idő     | Hely. | Helyezés |
| --- | ------------------------ | -------- | -------- | -------- | -------- | -------- | -------- | ----- | ------- | ----- | -------- |
| Jaroslav Hellebrand | Egypárevezős             | 7:85,15  | 5.       | 8:19,28  | 3.       | 8:44,60  | 6.       | B     | 8:11,04 | 6.    | 12.      |
| Josef Straka, Jr. Vladek Lacina | Kétpárevezős             | 6:56,82  | 1.       | erőnyerő | erőnyerő | 7:36,83  | 3.       | A     | 7:17,60 | 6.    | 6.       |
| Lubomír Zapletal Petr Lakomý | Kormányos nélküli kettes | 7:25,92  | 2.       | 7:34,16  | 1.       | 7:45,11  | 3.       | A     | 6:58,77 | 4.    | 4.       |
| Oldřich Svojanovský Pavel Svojanovský Vladimír Petříček (kormányos)                                                                          | Kormányos kettes         | 7:41,27  | 1.       | erőnyerő | erőnyerő | 8:07,88  | 2.       | A     | 7:19,57 | 2.    |          |
| Otakar Mareček Karel Neffe Vladimír Jánoš František Provazník Vladimír Petříček (kormányos)                                                  | Kormányos négyes         | 6:49,41  | 2.       | erőnyerő | erőnyerő | 7:20,95  | 2.       | A     | 6:35,64 | 3.    |          |
| Ladislav Lorenc Zdeněk Zika Pavel Konvička Zdeněk Kuba Ladislav Heythum Milan Suchopár Miroslav Vraštil Oldřich Kruták Jiří Pták (kormányos) | Nyolcas                  | 6:17,70  | 5.       | 6:14,33  | 2.       | 6:38,70  | 5.       | B     | 6:24,64 | 4.    | 10.      |

## Kajak-kenu

### Síkvízi
Férfi
| Versenyző                                                     | Versenyszám         | Előfutam | Előfutam | Előfutam | Vigaszág | Vigaszág | Vigaszág | Elődöntő | Elődöntő | Elődöntő | Döntő   | Döntő    |
| Versenyző                                                     | Versenyszám         | Idő      | Hely.    | Össz.    | Idő      | Hely.    | Össz.    | Idő      | Hely.    | Össz.    | Idő     | Helyezés |
| ------------------------------------------------------------- | ------------------- | -------- | -------- | -------- | -------- | -------- | -------- | -------- | -------- | -------- | ------- | -------- |
| Ladislav Souček                                               | Kajak egyes 1000 m  | 4:04,07  | 1.       | 7.       | erőnyerő | erőnyerő | erőnyerő | 3:55,74  | 3.       | 9.       | 3:51,05 | 5.       |
| Ladislav Souček Zdeněk Bohutínský Ľubomír Kadnár Pavel Kvasil | Kajak négyes 1000 m | 3:27,62  | 4.       | 14.      | 3:17,39  | 1.       | 4.       | 3:11,57  | 3.       | 11.      | 3:20,22 | 9.       |
| Jiří Čtvrtečka                                                | Kenu egyes 1000 m   | 4:54,56  | 6.       | 11.      | 4:14,99  | 2.       | 2.       |          |          |          | 4:14,98 | 7.       |
| Petr Mokrý Karel Scheder                                      | Kenu kettes 1000 m  | 4:31,21  | 7.       | 13.      | 3:56,19  | 2.       | 2.       | 3:53,15  | 3.       | 6.       | 4:02,05 | 9.       |

Női
| Versenyző                                      | Versenyszám        | Előfutam | Előfutam | Előfutam | Vigaszág | Vigaszág | Vigaszág | Döntő   | Döntő    |
| Versenyző                                      | Versenyszám        | Idő      | Hely.    | Össz.    | Idő      | Hely.    | Össz.    | Idő     | Helyezés |
| ---------------------------------------------- | ------------------ | -------- | -------- | -------- | -------- | -------- | -------- | ------- | -------- |
| Anastázie Hajná-Fridrichová Oldřiška Kaplanová | Kajak kettes 500 m | 2:06,73  | 4.       | 9.       | 1:58,25  | 3.       | 3.       | 1:59,84 | 9.       |

### Szlalom
Férfi
| Versenyző                        | Versenyszám | Döntő         | Döntő         | Döntő    | Döntő    | Döntő         | Helyezés |
| Versenyző                        | Versenyszám | 1. futam      | 1. futam      | 2. futam | 2. futam | Jobb eredmény | Helyezés |
| Versenyző                        | Versenyszám | Pont          | Hely.         | Pont     | Hely.    | Pont          | Helyezés |
| -------------------------------- | ----------- | ------------- | ------------- | -------- | -------- | ------------- | -------- |
| Marián Havlíček                  | Kajak egyes | 401,69        | 23.           | 289,56   | 3.       | 289,56        | 6.       |
| Vlastimil Ouředník               | Kajak egyes | 338,10        | 12.           | 445,92   | 32.      | 338,10        | 20.      |
| Zbyněk Puleč                     | Kenu egyes  | 551,46        | 16.           | 391,38   | 7.       | 391,38        | 9.       |
| Petr Sodomka                     | Kenu egyes  | 391,11        | 5.            | 398,83   | 8.       | 391,11        | 8.       |
| Karel Třešňák                    | Kenu egyes  | 418,70        | 7.            | 385,07   | 6.       | 385,07        | 7.       |
| František Kadaňka Antonín Brabec | Kenu kettes | 388,88        | 9.            | 462,33   | 15.      | 388,88        | 10.      |
| Gabriel Janoušek Milan Horyna    | Kenu kettes | nem ért célba | nem ért célba | 402,30   | 5.       | 402,30        | 11.      |
| Zdeněk Měšťan Ladislav Měšťan    | Kenu kettes | 449,10        | 11.           | 459,00   | 14.      | 449,10        | 16.      |

Női
| Versenyző         | Versenyszám | Döntő    | Döntő    | Döntő    | Döntő    | Döntő         | Helyezés |
| Versenyző         | Versenyszám | 1. futam | 1. futam | 2. futam | 2. futam | Jobb eredmény | Helyezés |
| Versenyző         | Versenyszám | Pont     | Hely.    | Pont     | Hely.    | Pont          | Helyezés |
| ----------------- | ----------- | -------- | -------- | -------- | -------- | ------------- | -------- |
| Bohumila Kapplová | Kajak egyes | 606,70   | 16.      | 460,16   | 7.       | 460,16        | 8.       |
| Růžena Novotná    | Kajak egyes | 709,62   | 20.      | 679,80   | 20.      | 679,80        | 22.      |
| Ludmila Polesná   | Kajak egyes | 537,47   | 13.      | 641,80   | 17.      | 537,47        | 16.      |

## Kerékpározás

### Országúti kerékpározás
| Versenyző                                                  | Versenyszám     | Idő             | Helyezés      |
| ---------------------------------------------------------- | --------------- | --------------- | ------------- |
| Jiří Háva                                                  | Mezőnyverseny   | 4:17:09 (+2:32) | 41.           |
| Alois Holík                                                | Mezőnyverseny   | nem ért célba   | nem ért célba |
| Petr Matoušek                                              | Mezőnyverseny   | 4:17:09 (+2:32) | 47.           |
| Jiří Prchal                                                | Mezőnyverseny   | 4:15:13 (+0:36) | 18.           |
| Miloš Hrazdíra Jiří Mainuš Petr Matoušek Vlastimil Moravec | Csapat időfutam | 2:16:15 (+4:58) | 13.           |

### Pálya-kerékpározás
Sprintverseny
| Versenyző       | Versenyszám  | 1. forduló                                         | 1. forduló | Vigaszág             | Vigaszág | 2. forduló                                    | 2. forduló | Vigaszág                      | Vigaszág | Nyolcaddöntő                                        | Nyolcaddöntő | Vigaszág selejtező                                  | Vigaszág selejtező | Vigaszág döntő                | Vigaszág döntő | Negyeddöntő          | Elődöntő             | Döntő                | Helyezés    |
| Versenyző       | Versenyszám  | Ellenfelek Győztes idő                             | Hely.      | Ellenfél Győztes idő | Hely.    | Ellenfelek Győztes idő                        | Hely.      | Ellenfél Győztes idő          | Hely.    | Ellenfelek Győztes idő                              | Hely.        | Ellenfelek Győztes idő                              | Hely.              | Ellenfél Győztes idő          | Hely.          | Ellenfél Győztes idő | Ellenfél Győztes idő | Ellenfél Győztes idő | Helyezés    |
| --------------- | ------------ | -------------------------------------------------- | ---------- | -------------------- | -------- | --------------------------------------------- | ---------- | ----------------------------- | -------- | --------------------------------------------------- | ------------ | --------------------------------------------------- | ------------------ | ----------------------------- | -------------- | -------------------- | -------------------- | -------------------- | ----------- |
| Ivan Kučírek    | Férfi egyéni | Winston Attong (TRI) · Kensley Reece (BAR) · 11,78 | 1.         |                      |          | Leslie King (TRI) · Roger Young (USA) · 11,77 | 2.         | Jeffrey Spencer (USA) · 12,27 | 1.       | John Nicholson (AUS) · Peder Pedersen (DEN) · 11,67 | 2.           | Niels Fredborg (DEN) · Gérard Quintyn (FRA) · 11,91 | 2.                 | kiesett                       | kiesett        | kiesett              | kiesett              | kiesett              | helyezetlen |
| Vladimír Vačkář | Férfi egyéni | Klaas Balk (NED) · Carlos Galeano (COL) · 11,89    | 1.         |                      |          | Ezio Cardi (ITA) · Andrzej Bek (POL) · 11,83  | 1.         |                               |          | Omar Phakadze (URS) · Karl Köther (FRG) · 11,43     | 3.           | Peder Pedersen (DEN) · Andrzej Bek (POL) · 11,46    | 1.                 | Peter van Doorn (NED) · 11,61 | 2.             | kiesett              | kiesett              | kiesett              | helyezetlen |

Időfutam
| Versenyző  | Versenyszám  | Idő     | Helyezés |
| ---------- | ------------ | ------- | -------- |
| Anton Tkáč | Férfi egyéni | 1:08,78 | 13.      |

Tandem
| Versenyző                     | Versenyszám     | 1. forduló                                          | Vigaszág selejtező     | Vigaszág selejtező | Vigaszág döntő         | Vigaszág döntő | Negyeddöntő                                                                | Elődöntő             | Döntő                | Helyezés |
| Versenyző                     | Versenyszám     | Ellenfél Győztes idő                                | Ellenfelek Győztes idő | Hely.              | Ellenfelek Győztes idő | Hely.          | Ellenfél Győztes idő                                                       | Ellenfél Győztes idő | Ellenfél Győztes idő | Helyezés |
| ----------------------------- | --------------- | --------------------------------------------------- | ---------------------- | ------------------ | ---------------------- | -------------- | -------------------------------------------------------------------------- | -------------------- | -------------------- | -------- |
| Ivan Kučírek Vladimír Popelka | Férfi kétüléses | Jamaica (JAM) · Honson Chin · Howard Fenton · 10,97 |                        |                    |                        |                | Szovjetunió (URS) · Vlagyimir Szemenec · Igor Celovalnyikov · 10,66, 10,53 | kiesett              | kiesett              | 5.       |

Üldözőversenyek
| Versenyző                                       | Versenyszám  | Selejtező | Selejtező | Negyeddöntő  | Negyeddöntő | Negyeddöntő | Elődöntő     | Elődöntő  | Elődöntő | Döntő        | Döntő     | Helyezés |
| Versenyző                                       | Versenyszám  | Idő       | Hely.     | Ellenfél Idő | Saját idő   | Hely.       | Ellenfél Idő | Saját idő | Hely.    | Ellenfél Idő | Saját idő | Helyezés |
| ----------------------------------------------- | ------------ | --------- | --------- | ------------ | ----------- | ----------- | ------------ | --------- | -------- | ------------ | --------- | -------- |
| Milan Puzrla                                    | Férfi egyéni | 5:02,55   | 16.       | kiesett      | kiesett     | kiesett     | kiesett      | kiesett   | kiesett  | kiesett      | kiesett   | 16.      |
| Zdeněk Dohnal Jiří Mikšík Anton Tkáč Milan Zyka | Férfi csapat | 4:33,39   | 11.       | kiesett      | kiesett     | kiesett     | kiesett      | kiesett   | kiesett  | kiesett      | kiesett   | 11.      |

## Kézilabda
| Csehszlovák férfi kézilabdacsapat-játékoskeret                                                                                          | Csehszlovák férfi kézilabdacsapat-játékoskeret                                                                                      |
| --- | --- |
| - Ladislav Beneš - František Brůna - Vladimír Haber - Vladimír Jarý - Jiří Kavan - Arnošt Klimčík - Jaroslav Konečný - František Králík | - Jindřich Krepindl - Vincent Lafko - Andrej Lukošík - Pavel Mikeš - Petr Pospíšil - Ivan Satrapa - Zdeněk Škára - Jaroslav Škarvan |

### Eredmények
Csoportkör
B csoport
| Csapat              | M | Gy | D | V | G+ | G– | Gk  | P |
| ------------------- | - | -- | - | - | -- | -- | --- | - |
| NDK (GDR)           | 3 | 3  | 0 | 0 | 51 | 32 | +19 | 6 |
| Csehszlovákia (TCH) | 3 | 1  | 1 | 1 | 56 | 40 | +16 | 3 |
| Izland (ISL)        | 3 | 1  | 1 | 1 | 57 | 51 | +6  | 3 |
| Tunézia (TUN)       | 3 | 0  | 0 | 3 | 32 | 73 | –41 | 0 |

| 1972. augusztus 30. | Csehszlovákia (TCH) | 25 – 7 | Tunézia (TUN) |  |
| 1972. augusztus 30. | Beneš 8             | (10–3) | Khalladi 2    |  |
| 1972. augusztus 30. |                     |        |               |  |

| 1972. szeptember 1. | Csehszlovákia (TCH) | 19 – 19 | Izland (ISL)   |  |
| 1972. szeptember 1. | Konečný 6           | (8–10)  | Björgvinsson 5 |  |
| 1972. szeptember 1. |                     |         |                |  |

| 1972. szeptember 3. | NDK (GDR)  | 14 – 12 | Csehszlovákia (TCH) |  |
| 1972. szeptember 3. | Ganschow 4 | (5–4)   | Konečný 7           |  |
| 1972. szeptember 3. |            |         |                     |  |

Középdöntő
E. csoport
A táblázat tartalmazza a B csoportban lejátszott NDK – Csehszlovákia 14–12-es eredményét.
| Csapat              | M | Gy | D | V | G+ | G– | Gk | P |
| ------------------- | - | -- | - | - | -- | -- | -- | - |
| Csehszlovákia (TCH) | 3 | 2  | 0 | 1 | 42 | 38 | +4 | 4 |
| NDK (GDR)           | 3 | 2  | 0 | 1 | 36 | 34 | +2 | 4 |
| Szovjetunió (URS)   | 3 | 1  | 1 | 1 | 34 | 34 | +0 | 3 |
| Svédország (SWE)    | 3 | 0  | 1 | 2 | 34 | 40 | –6 | 1 |

| 1972. szeptember 5. | Svédország (SWE) | 12 – 15 | Csehszlovákia (TCH) |  |
| 1972. szeptember 5. | L. Eriksson 5    | (6–7)   | három játékos 3     |  |
| 1972. szeptember 5. |                  |         |                     |  |

| 1972. szeptember 8. | Szovjetunió (URS) | 12 – 15 | Csehszlovákia (TCH) |  |
| 1972. szeptember 8. | Kulyov 7          | (7–7)   | Konečný 4           |  |
| 1972. szeptember 8. |                   |         |                     |  |

Döntő
| 1972. szeptember 10. | Jugoszlávia (YUG) | 21 – 16 | Csehszlovákia (TCH) |  |
| 1972. szeptember 10. | Lazarević 6       | (12–5)  | Jarý 6              |  |
| 1972. szeptember 10. |                   |         |                     |  |

| Csapat              | Helyezés |
| ------------------- | -------- |
| Csehszlovákia (TCH) |          |

## Kosárlabda
| Csehszlovák férfi kosárlabdacsapat-játékoskeret                                               | Csehszlovák férfi kosárlabdacsapat-játékoskeret                                         |
| --------------------------------------------------------------------------------------------- | --------------------------------------------------------------------------------------- |
| - Jiří Balaštík - Jan Blažek - Jan Bobrovský - Kamil Brabenec - Zdeněk Douša - Jiří Konopásek | - Zdeněk Kos - Petr Novický - Jiří Pospíšil - Jiří Růžička - Jiří Zedníček - Jiří Zídek |

### Eredmények
Csoportkör
A csoport
| Csapat                 | M | Gy | V | P+  | P–  | Pk   |
| ---------------------- | - | -- | - | --- | --- | ---- |
| Egyesült Államok (USA) | 7 | 7  | 0 | 542 | 312 | +230 |
| Kuba (CUB)             | 7 | 6  | 1 | 560 | 445 | +115 |
| Brazília (BRA)         | 7 | 4  | 3 | 561 | 490 | +71  |
| Csehszlovákia (TCH)    | 7 | 4  | 3 | 493 | 489 | +4   |
| Spanyolország (ESP)    | 7 | 3  | 4 | 486 | 500 | –14  |
| Ausztrália (AUS)       | 7 | 3  | 4 | 523 | 524 | –1   |
| Japán (JPN)            | 7 | 1  | 6 | 442 | 643 | –201 |
| Egyiptom (EGY)         | 7 | 0  | 7 | 440 | 644 | –204 |

| 1972. augusztus 27. 9:00 | Egyesült Államok (USA) | 66 – 35 | Csehszlovákia (TCH) |  |
| 1972. augusztus 27. 9:00 | (34–12)                |         |                     |  |

| 1972. augusztus 28. 18:30 | Japán (JPN) | 61 – 74 | Csehszlovákia (TCH) |  |
| 1972. augusztus 28. 18:30 | (34–27)     |         |                     |  |

| 1972. augusztus 29. 18:30 | Csehszlovákia (TCH) | 69 – 68 | Ausztrália (AUS) |  |
| 1972. augusztus 29. 18:30 | (39–38)             |         |                  |  |

| 1972. augusztus 30. 14:30 | Csehszlovákia (TCH) | 65 – 77 | Kuba (CUB) |  |
| 1972. augusztus 30. 14:30 | (32–41)             |         |            |  |

| 1972. szeptember 1. 14:30 | Csehszlovákia (TCH) | 82 – 83 | Brazília (BRA) |  |
| 1972. szeptember 1. 14:30 | (42–40)             |         |                |  |

| 1972. szeptember 2. 9:00 | Egyiptom (EGY) | 64 – 94 | Csehszlovákia (TCH) |  |
| 1972. szeptember 2. 9:00 | (32–49)        |         |                     |  |

| 1972. szeptember 3. 9:00 | Spanyolország (ESP) | 70 – 74 | Csehszlovákia (TCH) |  |
| 1972. szeptember 3. 9:00 | (39–44)             |         |                     |  |

Az 5–8. helyért
| 1972. szeptember 7. 15:00 | Csehszlovákia (TCH) | 63 – 66 | Jugoszlávia (YUG) |  |
| 1972. szeptember 7. 15:00 | (25–34)             |         |                   |  |

A 7. helyért
| 1972. szeptember 8. 20:00 | Csehszlovákia (TCH) | 69 – 87 | Brazília (BRA) |  |
| 1972. szeptember 8. 20:00 | (40–38)             |         |                |  |

| Csapat              | Helyezés |
| ------------------- | -------- |
| Csehszlovákia (TCH) | 8.       |

## Műugrás
Női
| Versenyző       | Versenyszám        | Selejtező | Selejtező | Döntő  | Döntő    |
| Versenyző       | Versenyszám        | Pont      | Helyezés  | Pont   | Helyezés |
| --------------- | ------------------ | --------- | --------- | ------ | -------- |
| Milena Duchková | Egyéni műugrás     | 263,55    | 11.       | 400,83 | 10.      |
| Milena Duchková | Egyéni toronyugrás | 225,00    | 1.        | 370,92 |          |

## Ökölvívás
| Versenyző     | Versenyszám  | Selejtező         | 32-es főtábla             | Nyolcaddöntő              | Negyeddöntő       | Elődöntő          | Döntő             | Helyezés |
| Versenyző     | Versenyszám  | Ellenfél Eredmény | Ellenfél Eredmény         | Ellenfél Eredmény         | Ellenfél Eredmény | Ellenfél Eredmény | Ellenfél Eredmény | Helyezés |
| ------------- | ------------ | ----------------- | ------------------------- | ------------------------- | ----------------- | ----------------- | ----------------- | -------- |
| Karel Kašpar  | Könnyűsúly   | erőnyerő          | Tatu Chionga (MAW) · 5-0  | Alfonso Pérez (COL) · 0-5 | kiesett           | kiesett           | kiesett           | 9.       |
| Jaroslav Král | Félnehézsúly |                   | Janusz Gortat (POL) · 0-5 | kiesett                   | kiesett           | kiesett           | kiesett           | 17.      |

## Röplabda

### Férfi
| Csehszlovák férfi röplabdacsapat-játékoskeret                                                          | Csehszlovák férfi röplabdacsapat-játékoskeret                                                        |
| --- | --- |
| - Zdeněk Groessl - Drahomír Koudelka - Miroslav Nekola - Jaroslav Penc - Vladimír Petlák - Štefan Pipa | - Milan Řezníček - Pavel Schenk - Jaroslav Stančo - Jaroslav Tomáš - Milan Vápenka - Lubomír Zajíček |

#### Eredmények
Csoportkör
A csoport
|                     |      | Mérkőzések | Mérkőzések | Szettek | Szettek | Szettek | Pontok | Pontok | Pontok |
| Csapat              | Pont | Gy         | V          | Sz+     | Sz–     | SzA     | P+     | P–     | PA     |
| ------------------- | ---- | ---------- | ---------- | ------- | ------- | ------- | ------ | ------ | ------ |
| Szovjetunió (URS)   | 10   | 5          | 0          | 15      | 3       | 5,000   | 257    | 196    | 1,311  |
| Bulgária (BUL)      | 9    | 4          | 1          | 13      | 8       | 1,625   | 294    | 235    | 1,251  |
| Csehszlovákia (TCH) | 8    | 3          | 2          | 11      | 6       | 1,833   | 230    | 205    | 1,122  |
| Dél-Korea (KOR)     | 7    | 2          | 3          | 7       | 10      | 0,700   | 209    | 197    | 1,061  |
| Lengyelország (POL) | 6    | 1          | 4          | 8       | 12      | 0,667   | 237    | 259    | 0,915  |
| Tunézia (TUN)       | 5    | 0          | 5          | 0       | 15      | 0,000   | 90     | 225    | 0,400  |

| 1972. augusztus 27. 14:00 | Lengyelország (POL)  | 0 – 3 | Csehszlovákia (TCH) |  |
| 1972. augusztus 27. 14:00 | (13–15, 14–16, 8–15) |       |                     |  |

| 1972. augusztus 29. 19:30 | Bulgária (BUL)                     | 3 – 2 | Csehszlovákia (TCH) |  |
| 1972. augusztus 29. 19:30 | (15–11, 15–11, 12–15, 14–16, 15–9) |       |                     |  |

| 1972. augusztus 31. 10:00 | Tunézia (TUN)        | 0 – 3 | Csehszlovákia (TCH) |  |
| 1972. augusztus 31. 10:00 | (11–15, 4–15, 10–15) |       |                     |  |

| 1972. szeptember 2. 14:00 | Szovjetunió (URS)     | 3 – 0 | Csehszlovákia (TCH) |  |
| 1972. szeptember 2. 14:00 | (15–10, 15–10, 15–12) |       |                     |  |

| 1972. szeptember 5. 10:30 | Dél-Korea (KOR)      | 0 – 3 | Csehszlovákia (TCH) |  |
| 1972. szeptember 5. 10:30 | (11–15, 5–15, 13–15) |       |                     |  |

Az 5–8. helyért
| 1972. szeptember 8. 15:30 | Csehszlovákia (TCH) | 3 – 0 | Brazília (BRA) |  |
| 1972. szeptember 8. 15:30 | (15–8, 15–6, 15–1)  |       |                |  |

Az 5. helyért
| 1972. szeptember 9. 15:30 | Csehszlovákia (TCH)        | 1 – 3 | Románia (ROU) |  |
| 1972. szeptember 9. 15:30 | (15–8, 7–15, 10–15, 14–16) |       |               |  |

| Csapat              | Helyezés |
| ------------------- | -------- |
| Csehszlovákia (TCH) | 6.       |

### Női
| Csehszlovák női röplabdacsapat-játékoskeret                                                           | Csehszlovák női röplabdacsapat-játékoskeret                                                                        |
| --- | --- |
| - Dora Jelínková - Darina Kodajová - Mária Mališová - Hilda Mazúrová - Anna Mifková - Ivana Moulisová | - Elena Moskalová-Poláková - Jana Semecká - Irena Svobodová - Jana Vápenková - Ludmila Vindušková - Hana Vlasáková |

#### Eredmények
Csoportkör
B csoport
|                     |      | Mérkőzések | Mérkőzések | Szettek | Szettek | Szettek | Pontok | Pontok | Pontok |
| Csapat              | Pont | Gy         | V          | Sz+     | Sz–     | SzA     | P+     | P–     | PA     |
| ------------------- | ---- | ---------- | ---------- | ------- | ------- | ------- | ------ | ------ | ------ |
| Japán (JPN)         | 6    | 3          | 0          | 9       | 0       | MAX     | 136    | 56     | 2,429  |
| Észak-Korea (PRK)   | 5    | 2          | 1          | 6       | 3       | 2,000   | 119    | 76     | 1,566  |
| Kuba (CUB)          | 4    | 1          | 2          | 3       | 7       | 0,429   | 73     | 140    | 0,521  |
| Csehszlovákia (TCH) | 3    | 0          | 3          | 1       | 9       | 0,111   | 85     | 141    | 0,603  |

| 1972. augusztus 28. 21:00 | Japán (JPN)        | 3 – 0 | Csehszlovákia (TCH) |  |
| 1972. augusztus 28. 21:00 | (15–1, 15–7, 15–9) |       |                     |  |

| 1972. augusztus 30. 21:00 | Csehszlovákia (TCH) | 0 – 3 | Észak-Korea (PRK) |  |
| 1972. augusztus 30. 21:00 | (3–15, 7–15, 8–15)  |       |                   |  |

| 1972. szeptember 1. 15:30 | Kuba (CUB)                  | 3 – 1 | Csehszlovákia (TCH) |  |
| 1972. szeptember 1. 15:30 | (6–15, 15–12, 15–10, 15–13) |       |                     |  |

Az 5–8. helyért
| 1972. szeptember 2. 21:00 | Magyarország (HUN)                 | 3 – 2 | Csehszlovákia (TCH) |  |
| 1972. szeptember 2. 21:00 | (15–9, 13–15, 11–15, 15–10, 15–11) |       |                     |  |

A 7. helyért
| 1972. szeptember 7. 14:00 | Csehszlovákia (TCH)  | 3 – 0 | NSZK (FRG) |  |
| 1972. szeptember 7. 14:00 | (15–13, 15–4, 16–14) |       |            |  |

| Csapat              | Helyezés |
| ------------------- | -------- |
| Csehszlovákia (TCH) | 7.       |

## Sportlövészet
Nyílt
| Versenyző       | Versenyszám                    | Pont | Helyezés |
| --------------- | ------------------------------ | ---- | -------- |
| Ladislav Falta  | Gyorstüzelő pisztoly           | 594  |          |
| Vladimír Hurt   | Gyorstüzelő pisztoly           | 590  | 9.       |
| Hynek Hromada   | Szabadpisztoly                 | 556  | 6.       |
| Miroslav Štefan | Szabadpisztoly                 | 554  | 12.      |
| Jiří Vogler     | Sportpuska, fekvő              | 597  | 5.       |
| Rudolf Pojer    | Sportpuska, fekvő              | 596  | 11.      |
| Rudolf Pojer    | Szabadpuska, összetett (300 m) | 1138 | 14.      |
| Karel Bulan     | Szabadpuska, összetett (300 m) | 1146 | 5.       |
| Karel Bulan     | Sportpuska, összetett          | 1144 | 12.      |
| Petr Kovářík    | Sportpuska, összetett          | 1153 | 4.       |

## Súlyemelés
| Versenyző       | Versenyszám | Nyomás   | Nyomás   | Szakítás | Szakítás | Lökés    | Lökés    | Összesen | Helyezés |
| Versenyző       | Versenyszám | Eredmény | Helyezés | Eredmény | Helyezés | Eredmény | Helyezés | Összesen | Helyezés |
| --------------- | ----------- | -------- | -------- | -------- | -------- | -------- | -------- | -------- | -------- |
| Ondrej Hekel    | 75 kg       | 150,0    | 8.       | 142,5    | 1.       | 170,0    | 6.       | 462,5    | 4.       |
| Rudolf Strejček | 110 kg      | 177,5    | 9.       | 150,0    | 11.      | 195,0    | 11.      | 522,5    | 9.       |
| Petr Pavlásek   | +110 kg     | 192,5    | 7.       | 165,0    | 4.       | 200,0    | 9.       | 557,5    | 6.       |

## Torna
Férfi
| Versenyző                                                                                     | Versenyszám      | Selejtező | Selejtező | Döntő    | Döntő    |
| Versenyző                                                                                     | Versenyszám      | Pontszám  | Helyezés  | Pontszám | Helyezés |
| --------------------------------------------------------------------------------------------- | ---------------- | --------- | --------- | -------- | -------- |
| Jiří Fejtek                                                                                   | Talaj            | 17,80     | 45.       | kiesett  | kiesett  |
| Jiří Fejtek                                                                                   | Ugrás            | 18,30     | 30.       | kiesett  | kiesett  |
| Jiří Fejtek                                                                                   | Korlát           | 18,20     | 42.       | kiesett  | kiesett  |
| Jiří Fejtek                                                                                   | Nyújtó           | 17,05     | 82.       | kiesett  | kiesett  |
| Jiří Fejtek                                                                                   | Gyűrű            | 18,25     | 29.       | kiesett  | kiesett  |
| Jiří Fejtek                                                                                   | Lólengés         | 18,35     | 16.       | kiesett  | kiesett  |
| Jiří Fejtek                                                                                   | Egyéni összetett | 107,95    | 35.       | 108,475  | 36.      |
| Ladislav Morava                                                                               | Talaj            | 17,65     | 53.       | kiesett  | kiesett  |
| Ladislav Morava                                                                               | Ugrás            | 17,95     | 64.       | kiesett  | kiesett  |
| Ladislav Morava                                                                               | Korlát           | 18,25     | 38.       | kiesett  | kiesett  |
| Ladislav Morava                                                                               | Nyújtó           | 18,10     | 38.       | kiesett  | kiesett  |
| Ladislav Morava                                                                               | Gyűrű            | 17,65     | 52.       | kiesett  | kiesett  |
| Ladislav Morava                                                                               | Lólengés         | 17,95     | 32.       | kiesett  | kiesett  |
| Ladislav Morava                                                                               | Egyéni összetett | 107,55    | 40.       | kiesett  | kiesett  |
| Bohumil Mudřík                                                                                | Talaj            | 16,80     | 90.       | kiesett  | kiesett  |
| Bohumil Mudřík                                                                                | Ugrás            | 18,45     | 20.       | kiesett  | kiesett  |
| Bohumil Mudřík                                                                                | Korlát           | 18,10     | 47.       | kiesett  | kiesett  |
| Bohumil Mudřík                                                                                | Nyújtó           | 15,30     | 105.      | kiesett  | kiesett  |
| Bohumil Mudřík                                                                                | Gyűrű            | 17,20     | 65.       | kiesett  | kiesett  |
| Bohumil Mudřík                                                                                | Lólengés         | 17,45     | 58.       | kiesett  | kiesett  |
| Bohumil Mudřík                                                                                | Egyéni összetett | 103,30    | 77.*      | kiesett  | kiesett  |
| Vladislav Nehasil                                                                             | Talaj            | 17,85     | 42.       | kiesett  | kiesett  |
| Vladislav Nehasil                                                                             | Ugrás            | 18,70     | 10.       | kiesett  | kiesett  |
| Vladislav Nehasil                                                                             | Korlát           | 18,15     | 45.       | kiesett  | kiesett  |
| Vladislav Nehasil                                                                             | Nyújtó           | 17,75     | 50.       | kiesett  | kiesett  |
| Vladislav Nehasil                                                                             | Gyűrű            | 18,05     | 37.       | kiesett  | kiesett  |
| Vladislav Nehasil                                                                             | Lólengés         | 16,95     | 69.       | kiesett  | kiesett  |
| Vladislav Nehasil                                                                             | Egyéni összetett | 107,45    | 41.       | kiesett  | kiesett  |
| Miloslav Netušil                                                                              | Talaj            | 9,05      | 111.      | kiesett  | kiesett  |
| Miloslav Netušil                                                                              | Ugrás            | 9,20      | 111.      | kiesett  | kiesett  |
| Miloslav Netušil                                                                              | Korlát           | 9,25      | 111.      | kiesett  | kiesett  |
| Miloslav Netušil                                                                              | Nyújtó           | 8,70      | 112.      | kiesett  | kiesett  |
| Miloslav Netušil                                                                              | Gyűrű            | 9,05      | 111.      | kiesett  | kiesett  |
| Miloslav Netušil                                                                              | Lólengés         | 9,25      | 111.      | kiesett  | kiesett  |
| Miloslav Netušil                                                                              | Egyéni összetett | 54,50     | 111.      | kiesett  | kiesett  |
| Pavel Stanovský                                                                               | Talaj            | 17,60     | 55.       | kiesett  | kiesett  |
| Pavel Stanovský                                                                               | Ugrás            | 18,30     | 30.       | kiesett  | kiesett  |
| Pavel Stanovský                                                                               | Korlát           | 17,15     | 91.       | kiesett  | kiesett  |
| Pavel Stanovský                                                                               | Nyújtó           | 17,95     | 42.       | kiesett  | kiesett  |
| Pavel Stanovský                                                                               | Gyűrű            | 17,90     | 42.       | kiesett  | kiesett  |
| Pavel Stanovský                                                                               | Lólengés         | 17,35     | 60.       | kiesett  | kiesett  |
| Pavel Stanovský                                                                               | Egyéni összetett | 106,25    | 52.*      | kiesett  | kiesett  |
| Jiří Fejtek Ladislav Morava Bohumil Mudřík Vladislav Nehasil Miloslav Netušil Pavel Stanovský | Csapat összetett |           |           | 538,55   | 9.       |

Női
| Versenyző                                                                                                  | Versenyszám      | Selejtező | Selejtező | Döntő    | Döntő    |
| Versenyző                                                                                                  | Versenyszám      | Pontszám  | Helyezés  | Pontszám | Helyezés |
| --- | ---------------- | --------- | --------- | -------- | -------- |
| Soňa Brázdová                                                                                              | Talaj            | 18,10     | 30.       | kiesett  | kiesett  |
| Soňa Brázdová                                                                                              | Ugrás            | 18,35     | 16.       | kiesett  | kiesett  |
| Soňa Brázdová                                                                                              | Felemás korlát   | 18,75     | 10.       | kiesett  | kiesett  |
| Soňa Brázdová                                                                                              | Gerenda          | 17,60     | 33.       | kiesett  | kiesett  |
| Soňa Brázdová                                                                                              | Egyéni összetett | 72,80     | 24.       | 73,250   | 24.      |
| Zdenka Bujnáčková                                                                                          | Talaj            | 18,00     | 38.       | kiesett  | kiesett  |
| Zdenka Bujnáčková                                                                                          | Ugrás            | 18,20     | 26.       | kiesett  | kiesett  |
| Zdenka Bujnáčková                                                                                          | Felemás korlát   | 18,30     | 36.       | kiesett  | kiesett  |
| Zdenka Bujnáčková                                                                                          | Gerenda          | 18,00     | 17.       | kiesett  | kiesett  |
| Zdenka Bujnáčková                                                                                          | Egyéni összetett | 72,50     | 26.**     | 72,850   | 29.*     |
| Zdena Dorňáková                                                                                            | Talaj            | 18,55     | 11.       | kiesett  | kiesett  |
| Zdena Dorňáková                                                                                            | Ugrás            | 18,55     | 14.       | kiesett  | kiesett  |
| Zdena Dorňáková                                                                                            | Felemás korlát   | 18,65     | 14.       | kiesett  | kiesett  |
| Zdena Dorňáková                                                                                            | Gerenda          | 17,15     | 54.       | kiesett  | kiesett  |
| Zdena Dorňáková                                                                                            | Egyéni összetett | 72,90     | 23.       | 72,950   | 27.      |
| Hana Lišková                                                                                               | Talaj            | 17,95     | 43.       | kiesett  | kiesett  |
| Hana Lišková                                                                                               | Ugrás            | 18,30     | 19.       | kiesett  | kiesett  |
| Hana Lišková                                                                                               | Felemás korlát   | 18,45     | 26.       | kiesett  | kiesett  |
| Hana Lišková                                                                                               | Gerenda          | 17,35     | 42.       | kiesett  | kiesett  |
| Hana Lišková                                                                                               | Egyéni összetett | 72,05     | 33.       | 72,625   | 32.      |
| Marianna Némethová-Krajčírová                                                                              | Talaj            | 18,45     | 19.       | kiesett  | kiesett  |
| Marianna Némethová-Krajčírová                                                                              | Ugrás            | 18,70     | 10.       | kiesett  | kiesett  |
| Marianna Némethová-Krajčírová                                                                              | Felemás korlát   | 18,65     | 14.       | kiesett  | kiesett  |
| Marianna Némethová-Krajčírová                                                                              | Gerenda          | 18,20     | 14.       | kiesett  | kiesett  |
| Marianna Némethová-Krajčírová                                                                              | Egyéni összetett | 74,00     | 11.       | 73,900   | 18.      |
| Marcela Váchová                                                                                            | Talaj            | 17,70     | 59.       | kiesett  | kiesett  |
| Marcela Váchová                                                                                            | Ugrás            | 18,35     | 16.       | kiesett  | kiesett  |
| Marcela Váchová                                                                                            | Felemás korlát   | 18,45     | 26.       | kiesett  | kiesett  |
| Marcela Váchová                                                                                            | Gerenda          | 17,45     | 37.       | kiesett  | kiesett  |
| Marcela Váchová                                                                                            | Egyéni összetett | 71,95     | 35.***    | kiesett  | kiesett  |
| Soňa Brázdová Zdenka Bujnáčková Zdena Dorňáková Hana Lišková Marianna Némethová-Krajčírová Marcela Váchová | Csapat összetett |           |           | 365,00   | 5.       |

* - egy másik versenyzővel azonos eredményt ért el

** - három másik versenyzővel azonos eredményt ért el

*** - négy másik versenyzővel azonos eredményt ért el

## Úszás
Női
| Versenyző            | Versenyszám    | Előfutam | Előfutam | Előfutam | Elődöntő | Elődöntő | Elődöntő | Döntő   | Döntő    |
| Versenyző            | Versenyszám    | Idő      | Hely.    | Össz.    | Idő      | Hely.    | Össz.    | Idő     | Helyezés |
| -------------------- | -------------- | -------- | -------- | -------- | -------- | -------- | -------- | ------- | -------- |
| Zuzana Marková       | 200 m mell     | 2:53,88  | 6.       | 33.      |          |          |          | kiesett | kiesett  |
| Zuzana Marková       | 100 m mell     | 1:18,88  | 4.       | 23.      | kiesett  | kiesett  | kiesett  | kiesett | kiesett  |
| Jaroslava Slavíčková | 100 m mell     | 1:19,12  | 5.       | 25.      | kiesett  | kiesett  | kiesett  | kiesett | kiesett  |
| Jaroslava Slavíčková | 200 m vegyes   | 2:27,33  | 3.       | 10.      |          |          |          | kiesett | kiesett  |
| Jaroslava Slavíčková | 400 m vegyes   | 5:18,53  | 3.       | 14.      |          |          |          | kiesett | kiesett  |
| Věra Faitlová        | 100 m pillangó | 1:08,18  | 6.       | 19.      | kiesett  | kiesett  | kiesett  | kiesett | kiesett  |
| Věra Faitlová        | 200 m pillangó | 2:29,34  | 5.       | 17.      |          |          |          | kiesett | kiesett  |

## Vitorlázás
Nyílt
| Versenyző        | Versenyszám | Futam | Futam | Futam | Futam | Futam | Futam  | Futam | Pontszám | Helyezés |
| Versenyző        | Versenyszám | 1     | 2     | 3     | 4     | 5     | 6      | 7     | Pontszám | Helyezés |
| ---------------- | ----------- | ----- | ----- | ----- | ----- | ----- | ------ | ----- | -------- | -------- |
| Miroslav Vejvoda | Finn dingi  | 26,0  | 31,0  | 18,0  | 21,0  | 3,0   | (41,0) | 24,0  | 123,0    | 16.      |

## Vívás
Férfi
| Versenyző        | Versenyszám | Selejtező | Selejtező | Selejtező | Selejtező | Negyeddöntő | Negyeddöntő | Elődöntő          | Elődöntő | Döntő             | Döntő   | Helyezés    |
| Versenyző        | Versenyszám | 1. kör | 1. kör    | 2. kör | 2. kör    | Negyeddöntő | Negyeddöntő | Elődöntő          | Elődöntő | Döntő             | Döntő   | Helyezés    |
| Versenyző        | Versenyszám | Ellenfél Eredmény | Hely.     | Ellenfél Eredmény | Hely.     | Ellenfél Eredmény | Hely.       | Ellenfél Eredmény | Hely.    | Ellenfél Eredmény | Hely.   | Helyezés    |
| ---------------- | ----------- | --- | --------- | --- | --------- | --- | ----------- | ----------------- | -------- | ----------------- | ------- | ----------- |
| František Koukal | Tőr, egyéni | 8. csoport · Mihai Ţiu (ROU) · 0-5 · Szerizava Icsiró (JPN) · 5-2 · Omar Vergara (ARG) · 5-2 · Carl Borack (USA) · 5-3 · Magdy Conyd (CAN) · 5-2 | 3.        | 1. csoport · Daniel Revenu (FRA) · 0-5 · Witold Woyda (POL) · 5-4 · Barry Paul (GBR) · 5-2 · Omar Vergara (ARG) · 5-1 · Dan Alon (ISR) · 4-5 | 3.        | 3. csoport · Witold Woyda (POL) · 2-5 · Vlagyimir Gyenyiszov (URS) · 2-5 · Szabó Sándor (HUN) · 3-5 · Nakadzsima Hirosi (JPN) · 5-4 · Guillermo Saucedo (ARG) · 5-0 | 5.          | kiesett           | kiesett  | kiesett           | kiesett | helyezetlen |

Női
| Versenyző                | Versenyszám | Selejtező | Selejtező | Negyeddöntő | Negyeddöntő | Elődöntő | Elődöntő | Döntő             | Döntő   | Helyezés    |
| Versenyző                | Versenyszám | Ellenfél Eredmény | Hely.     | Ellenfél Eredmény | Hely.       | Ellenfél Eredmény | Hely.    | Ellenfél Eredmény | Hely.   | Helyezés    |
| ------------------------ | ----------- | --- | --------- | --- | ----------- | --- | -------- | ----------------- | ------- | ----------- |
| Katarína Lokšová-Ráczová | Tőr, egyéni | 4. csoport · Cathérine Rousselet-Ceretti (FRA) · 3-4 · Szolnoki Mária (HUN) · 4-0 · Kamilla Składanowska (POL) · 4-1 · Sylvia Iannuzzi-San Martín (ARG) · 4-2 · Marion Exelby (AUS) · 3-4 | 2.        | 3. csoport · Bóbis Ildikó (HUN) · 4-0 · Margarita Rodríguez (CUB) · 4-2 · Alekszandra Zabelina (URS) · 4-3 · Giulia Lorenzoni (ITA) · 2-4 · Jeneiné Gyulai Ilona (ROU) · 1-4 | 2.          | 1. csoport · Jelena Novikova (URS) · 1-4 · Marie-Chantal Demaille (FRA) · 0-4 · Cathérine Rousselet-Ceretti (FRA) · 0-4 · Maria Consolata Collino (ITA) · 1-4 · Kerstin Palm (SWE) · 4-3 | 6.       | kiesett           | kiesett | helyezetlen |